# Kołyczewo (sieło w obwodzie moskiewskim)
Kołyczewo (ros. Колычево) – wieś (sieło) w Rosji, w obwodzie moskiewskim, w rejonie stupińskim. W 2010 liczyła 191 mieszkańców.